# بلنوس طنجاوي
بُلْنُوس طنجاوي (الاسم العلمي: Blanus tingitanus) هو نوع من الزواحف يتبع جنس البُلْنُوس من الفصيلة البُلْنُوسية.